# Sansha sanyō
Sansha sanyō (三者三葉? lett. "Tre soggetti, tre foglie") è un manga yonkoma scritto e disegnato da Cherry Arai, serializzato sulla rivista Manga Time Kirara di Hōbunsha tra il 2003 e il 2018. Un adattamento anime, prodotto da Doga Kobo, è stato trasmesso in Giappone tra il 10 aprile e il 26 giugno 2016.

## Personaggi
Futaba Odagiri (小田切 双葉?, Odagiri Futaba)
Doppiata da: Mai Kanazawa
Teru Hayama (葉山 照?, Hayama Teru)
Doppiata da: Ayaka Imamura
Yōko Nishikawa (西川 葉子?, Nishikawa Yōko)
Doppiata da: Yū Wakui
Kō Hayama (葉山 光?, Hayama Kō)
Doppiata da: Asuka Nishi
Mitsugu Yamaji (山路 充嗣?, Yamaji Mitsugu)
Doppiato da: Kenji Akabane
Yū Takezono (竹園 優?, Takezono Yū)
Doppiata da: Haruka Watanabe
Sakura Usuda (臼田 桜?, Usuda Sakura)
Doppiata da: Nao Natsuno
Hajime Tsuji (辻 一芽?, Tsuji Hajime)
Doppiata da: Kotone Kuwayama
Sasame Tsuji (辻 小芽?, Tsuji Sasame)
Doppiata da: Chiemi Tanaka
Serina Nishiyama (西山 芹奈?, Nishiyama Serina)
Asako Kondō (近藤 亜紗子?, Kondō Asako)
Kōsei Nishikawa (西川 孝清?, Nishikawa Kōsei)
Shino Sonobe (薗部 篠?, Sonobe Shino)

## Media

### Manga
Il manga, scritto e disegnato da Cherry Arai, è stato serializzato sulla rivista Manga Time Kirara di Hōbunsha tra il numero di febbraio 2013 e il numero di gennaio 2019 pubblicato in data 7 dicembre 2018. I vari capitoli sono stati raccolti in quattordici volumi tankōbon, pubblicati tra il 28 giugno 2004 e il 25 gennaio 2018.

#### Volumi
| Nº | Data di prima pubblicazione | Data di prima pubblicazione | Data di prima pubblicazione |
| Nº | Giapponese                  | Giapponese                  |                             |
| -- | --------------------------- | --------------------------- | --------------------------- |
| 1  | 28 giugno 2004              | ISBN 4-8322-7511-9          |                             |
| 2  | 28 marzo 2005               | ISBN 4-8322-7531-3          |                             |
| 3  | 28 novembre 2005            | ISBN 4-8322-7552-6          |                             |
| 4  | 28 agosto 2006              | ISBN 4-8322-7589-5          |                             |
| 5  | 27 settembre 2007           | ISBN 978-4-8322-7651-2      |                             |
| 6  | 27 ottobre 2008             | ISBN 978-4-8322-7742-7      |                             |
| 7  | 27 agosto 2009              | ISBN 978-4-8322-7834-9      |                             |
| 8  | 27 ottobre 2010             | ISBN 978-4-8322-7953-7      |                             |
| 9  | 27 febbraio 2012            | ISBN 978-4-8322-4114-5      |                             |
| 10 | 27 maggio 2013              | ISBN 978-4-8322-4301-9      |                             |
| 11 | 27 agosto 2014              | ISBN 978-4-8322-4472-6      |                             |
| 12 | 26 marzo 2016               | ISBN 978-4-8322-4676-8      |                             |
| 13 | 27 luglio 2017              | ISBN 978-4-8322-4854-0      |                             |
| 14 | 25 gennaio 2019             | ISBN 978-4-8322-7060-2      |                             |

### Anime
Annunciato il 9 settembre 2015 sul Manga Time Kirara di Hōbunsha, un adattamento anime, prodotto da Doga Kobo e diretto da Yasuhiro Kimura, è andato in onda dal 10 aprile al 26 giugno 2016. Le sigle di apertura e chiusura, entrambe interpretate dal gruppo Triple☘Feeling (formato dalle doppiatrici Mai Kanazawa, Ayaka Imamura e Yū Wakui), sono rispettivamente Clover☘kakume-tion (クローバー☘かくめーしょん?, Kurōbā☘kakumēshon) e Gūchoki parade (ぐーちょきパレード?, Gūchoki parēdo). In America del Nord i diritti sono stati acquistati da Funimation.

#### Episodi
| Nº | Titolo italiano (traduzione letterale) Giapponese 「Kanji」 - Rōmaji                                                    | In onda        | In onda |
| Nº | Titolo italiano (traduzione letterale) Giapponese 「Kanji」 - Rōmaji                                                    | Giapponese     |         |
| 1  | Sono croste di pane 「パンの耳ですわ」 - Pan no mimi desu wa                                                            | 10 aprile 2016 |         |
| 2  | Ciò che mangi non è niente di buono 「カラダにいいのはおいしくないものだよ」 - Karada ni ii no wa oishikunai mono da yo | 17 aprile 2016 |         |
| 3  | Sapeva di maid 「メイドの味がした」 - Meido no ai ga shita                                                              | 24 aprile 2016 |         |
| 4  | In realtà, è la mia ragione di vita 「むしろ生きがいです」 - Mushiro ikigai desu                                        | 1º maggio 2016 |         |
| 5  | Le tue voglie sono sparite 「もうこはんはもうないんですね」 - Mōkohan wa mō nain desu ne                                | 8 maggio 2016  |         |
| 6  | Verdure carne carne carne carne carne carne pesce 「野菜肉肉肉肉肉肉魚」 - Yasai niku niku niku niku niku niku sakana   | 15 maggio 2016 |         |
| 7  | A corto di dieci yen 「十円足りない」 - Jū-en tarinai                                                                   | 22 maggio 2016 |         |
| 8  | Ne ho catturati un sacco 「たくさん釣れてる」 - Takusan tsureteru                                                       | 29 maggio 2016 |         |
| 9  | Il curry è più buono il giorno dopo 「カレーは二日目」 - Karē wa futsuka-me                                             | 5 giugno 2016  |         |
| 10 | Un giorno per ingozzarsi di pollo e torta 「鶏肉とケーキを食べまくる日」 - Toriniku to kēki o tabe makuru hi            | 12 giugno 2016 |         |
| 11 | Un giorno per ingozzarsi di cioccolata 「チョコを食べまくる日」 - Choko o tabe makuru hi                                | 19 giugno 2016 |         |
| 12 | Mi sto diplomando in croste di pane 「もうパンの耳は卒業しますわ」 - Mō pan no mimi wa sotsugyō shimasu wa              | 26 giugno 2016 |         |